# Iwaniwanowci
Iwaniwanowci (bułg. Иванивановци) – wieś w Bułgarii, w obwodzie Wielkie Tyrnowo, w gminie Elena. Wieś wymarła.